# Progresivna palatalizacija
Progresivna palatalizacija, poznata i kao treća palatalizacija, jest glasovna promjena koja se dogodila u općeslavenskom razdoblju praslavenskog jezika. Tradicionalno se vjerovalo da se promjena dogodila nakon druge palatalizacije pa je dobila ime treća palatalizacija. Za razliku od prve i druge palatalizacije koje su regresivne (velari su se palatalizirali pred prednjim samoglasnicima), ova se palatalizacija dogodila velarima iza prednjih samoglasnika pa se zato naziva progresivnom.
Velari *k, *g i *x palatalizirali su se neposredno iza praslavenskih *i i *ī, a potom su, kasnijim razvojem, postali sibilanti *c, *dz i *ś. Promjena se dogodila i ako je između velara i praslavenskih *i i *ī stajao nazal. U hrvatskom je *dz postalo /z/, a *ś /s/. Rezultati su potpuno jednaki onima druge palatalizacije. Nadalje, promjena se nije dogodila pred stražnjim zatvorenim samoglasnicima i pred suglasnicima. Neki jezikoslovci smatraju da suglasnik *x uopće nije sudjelovao u ovoj promjeni jer još nije postojao.
Rezultati se ove palatalizacije uglavnom primjećuju kod izvedenih imenice ispred gramatičkog morfema, a imenice u kojima je zahvaćen velar u korijenu malobrojne su. Imenica lice primjer je riječi kojoj je korijensko *k prešlo u *c.

## Datiranje
Postoje različita mišljenja o tome kada se ova palatalizacija dogodila. Tradicionalno se smatralo da se dogodila nakon druge regresivne palatalizacije ili da su se obje događale u isto vrijeme. U staronovgorodskom dijalektu samo se sustavno palatalizirao glas *k, ponekad *g, a *x se nije uopće.
Neki vjeruju da se dogodila prije jedne ili obje regresivne (prve i druge) palatalizacije, ali trenutno ne postoji konsenzus.